# 武甲山

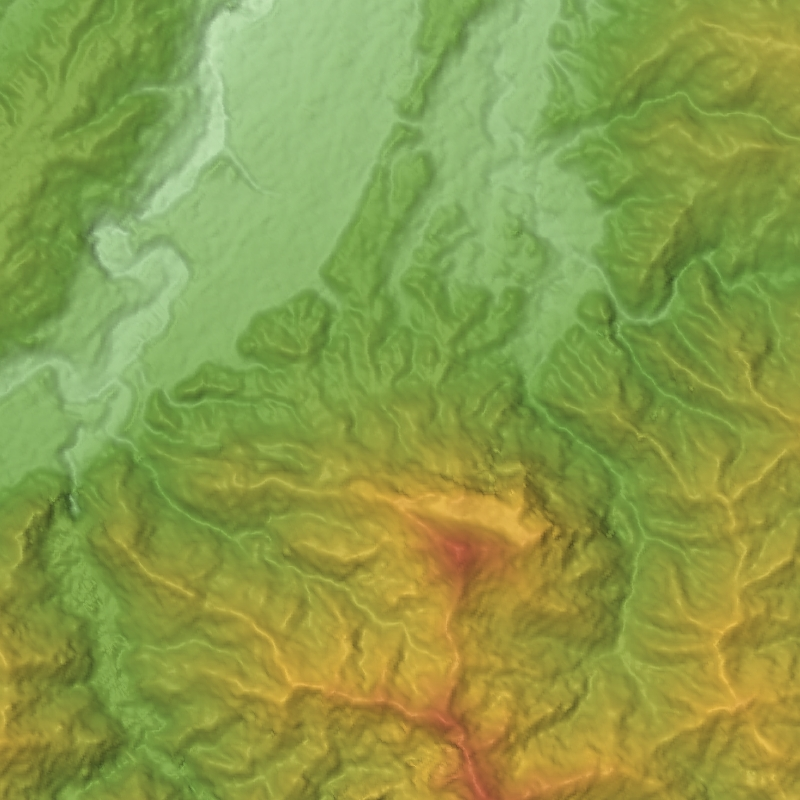
武甲山周辺の地形図

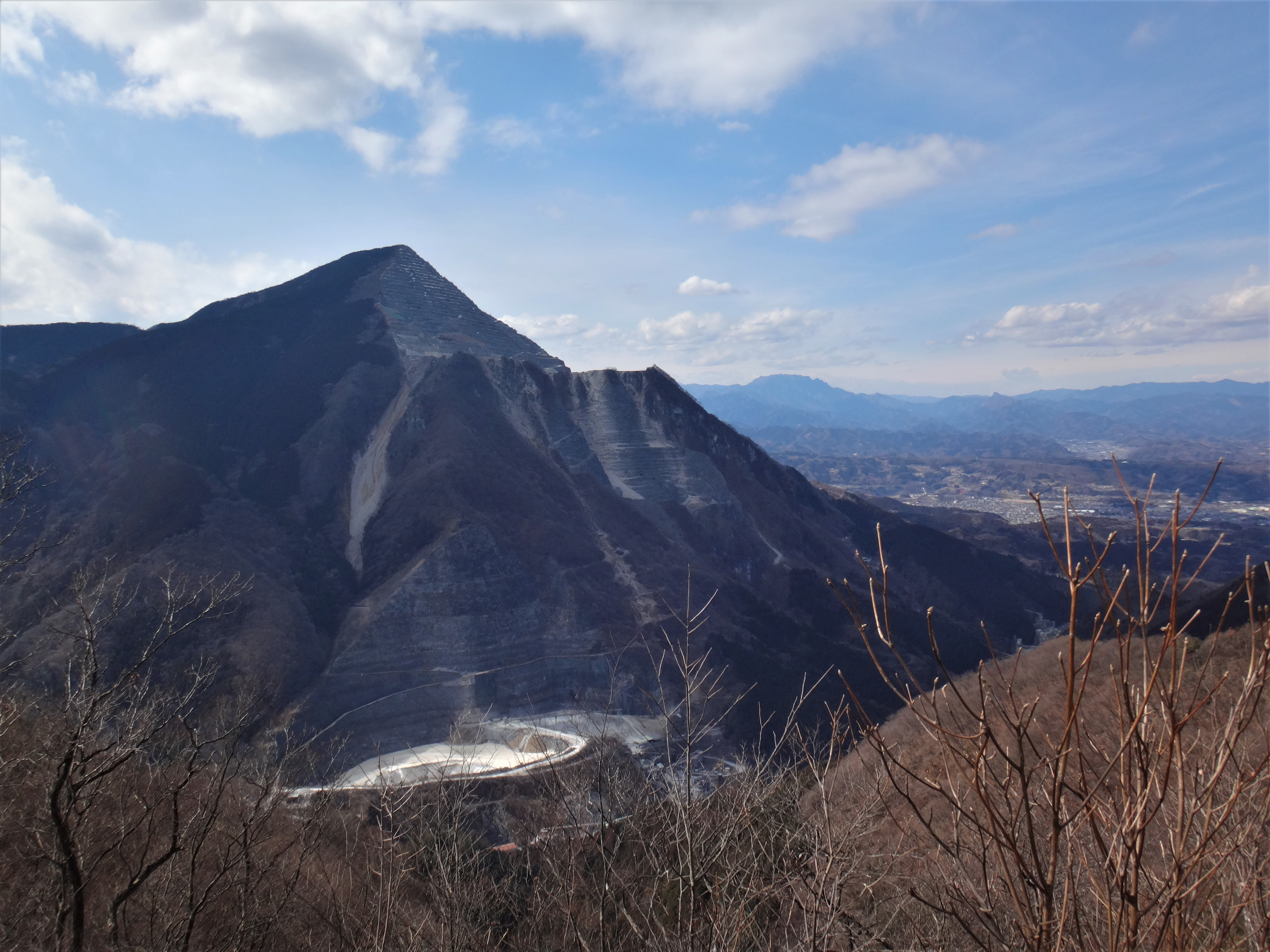
南東から

武甲山（ぶこうざん・ぶこうさん）は、埼玉県秩父地方の秩父市と横瀬町の境界に位置する山である。秩父盆地の南側にあり、標高は1,304メートル。日本二百名山の一つに数えられる。
秩父地方の総社である秩父神社の神奈備山である。無形文化遺産の秩父夜祭は、武甲山と強い関わりがあるとされている。
別名を秩父嶽、妙見山、武光山ともいう。固有種のチチブイワザクラをはじめ石灰岩地の高山植物が群生し、「武甲山石灰岩地特殊植物群落」として国指定の天然記念物となっている。
武甲山は北側斜面が石灰岩質であり、石灰岩の採掘が盛んに行われている。石灰岩採掘により山容の変化が著しく、旧山頂は既に失われている。またこれにより旧山頂にあった縄文時代から近代までにいたる歴史のあった信仰遺跡、巨岩群も消滅している。

## 成り立ち
南方(ハワイの方)にあった火山島が活動を終え、浸食によって削られサンゴ礁を纏うようになる。サンゴによってできた石灰岩を載せた海山は、プレートの動きにより北上し、深い海溝に引きずり込まれる。そして大陸プレートに押しつけられはがれ落ち、やがて隆起し浸食されることで地表に現れた山が武甲山である。地質学上は秩父累帯南帯であり、一直線上に白岩山、二子山、叶山の頂上は石灰石の付加体がある。

## 山名の由来
日本武尊が、自らの甲（かぶと）をこの山の岩室に奉納したという伝説が元禄時代の頃から定着したとされている。

## 自然
石灰岩質の山特有の山野草が豊富である。後述の石灰岩採掘により、北側斜面は植生がほとんど見られず、北から見ると白っぽく見えるが、他方向の斜面は自然豊かな森林となっている。山にはスカシユリや、石灰岩地の武甲山特有で、埼玉県希少動植物種に指定されるチチブイワザクラが見られる。また、伏流水は平成の名水百選に選定された。

## 石灰石の採掘
武甲山の石灰石は日本屈指の良質な大鉱床であり、可採鉱量は約4億トンと推定されている。山の北側斜面が石灰岩質であるために古くから漆喰などの原料として採掘されていた。明治期よりセメントの原料として採掘が始まり、特に1940年（昭和15年）に秩父石灰工業が操業を開始して以降、北斜面を中心に山姿が変貌するほど大規模な採掘が進められている。現在は、太平洋セメントの子会社（秩父太平洋セメント、秩父鉱業）、UBE三菱セメントの子会社（菱光石灰工業）、武甲鉱業が共同で石灰石を採掘している。
1900年（明治33年）の測量では標高は1,336メートルを記録したが、山頂付近も採掘が進められたために三角点が移転させられ、1977年（昭和52年）には標高1,295メートルとされた。元の山頂付近は1980年（昭和55年）9月頃に採掘のために発破されている。2002年（平成14年）に改めて三角点周辺を調査したところ、三角点より西へ約25 m離れた地点で標高1,304 mが得られ、国土地理院はこれを武甲山の最高地点と改めた（国土地理院の発表日時：2002年11月8日（金）14時00分）。そして、地理院地図上では1,295 mの三角点と最高地点1,304 mの両方を表示することとした。

## 神社仏閣
- 武甲山御嶽神社

横瀬町（当時は横瀬村）の村社、旧武甲山蔵王権現社である、明治の神仏分離令および一村一社令の時に横瀬村の50余りの神社を習合し武甲山御嶽神社となる。現在残存する同町内の神社は有志が事前に遷座し保存したものである。山頂にはほかに鎌倉時代に建立された熊野権現社などが存在した。旧社地は石灰岩採掘により失われ、現在の社殿は頂上付近から移転されたものである。
- 白鳥御剣神社

## 登山
頂上に水洗トイレがあるが、雨水を貯めて利用するタイプであるため水洗できないこともあり、冬季は閉鎖。
ルート
- 横瀬駅〜生川〜武甲山

表参道と呼ばれるルートである。横瀬駅から登山口の生川（うぶがわ）までの道はバス便はなく、徒歩か自動車に限られる。鉱石運搬のダンプカーが頻繁に通行しているので、歩行する場合は十分注意が必要である。西武秩父駅・秩父駅・横瀬駅からタクシーを利用する方法もある。
- 浦山口駅〜橋立〜武甲山

浦山口駅から秩父札所28番橋立堂・橋立鍾乳洞の前を通り頂上に至るルートである。
- その他、武甲山からは大持山・武川岳方面へ縦走することもできる。

## 関連画像

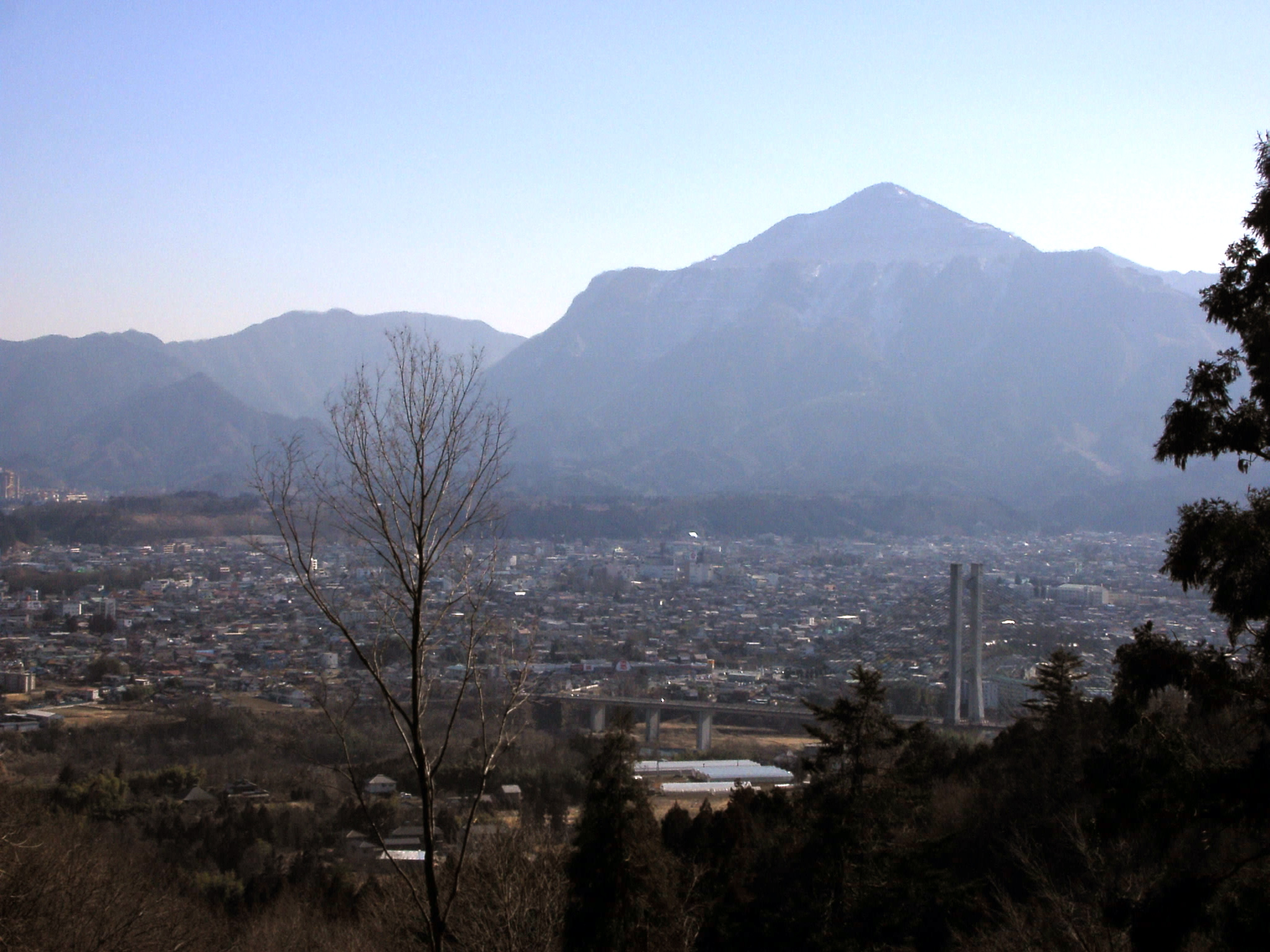
秩父市街地と武甲山
1950年頃の武甲山と巴川橋
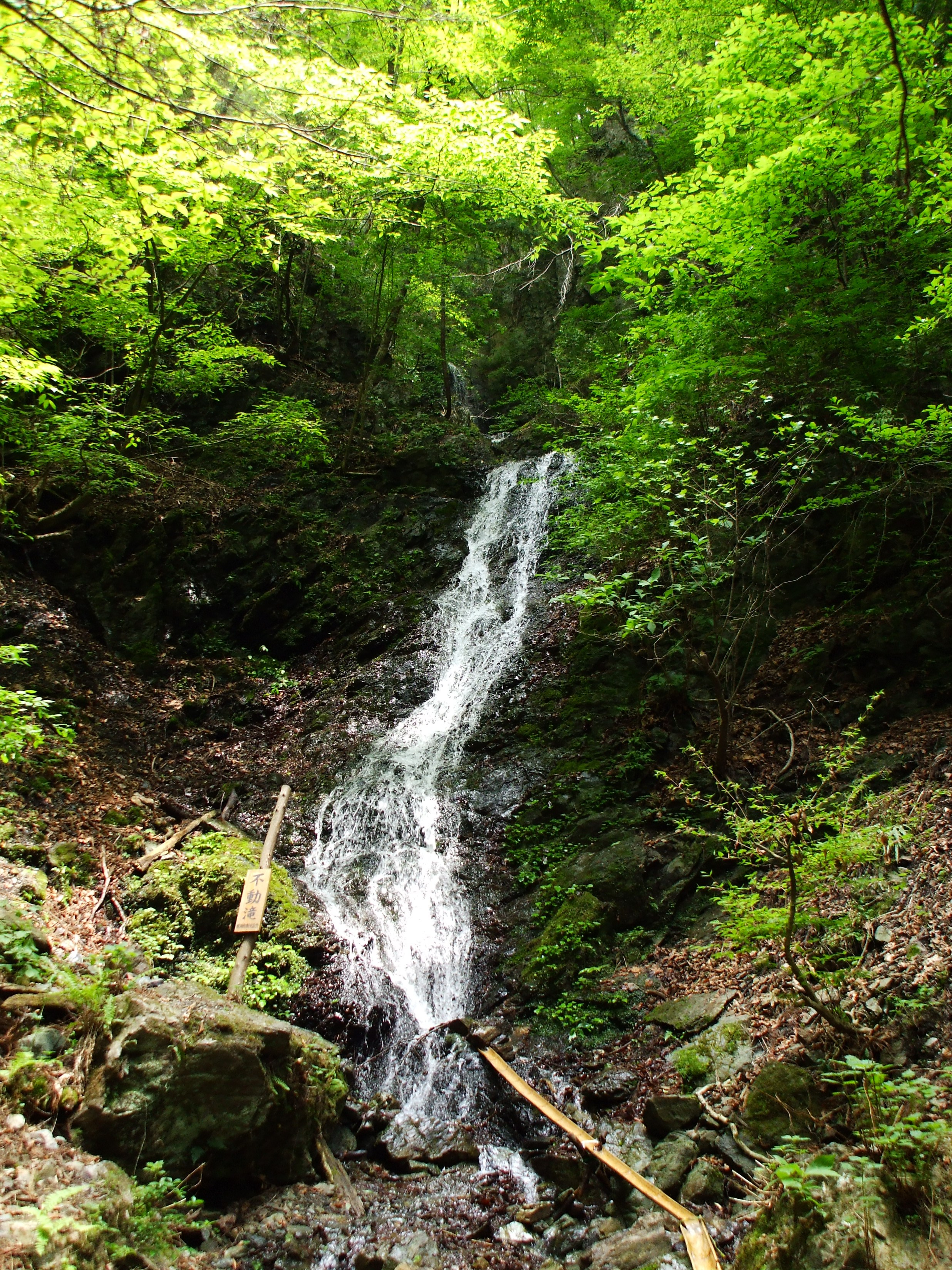
不動滝
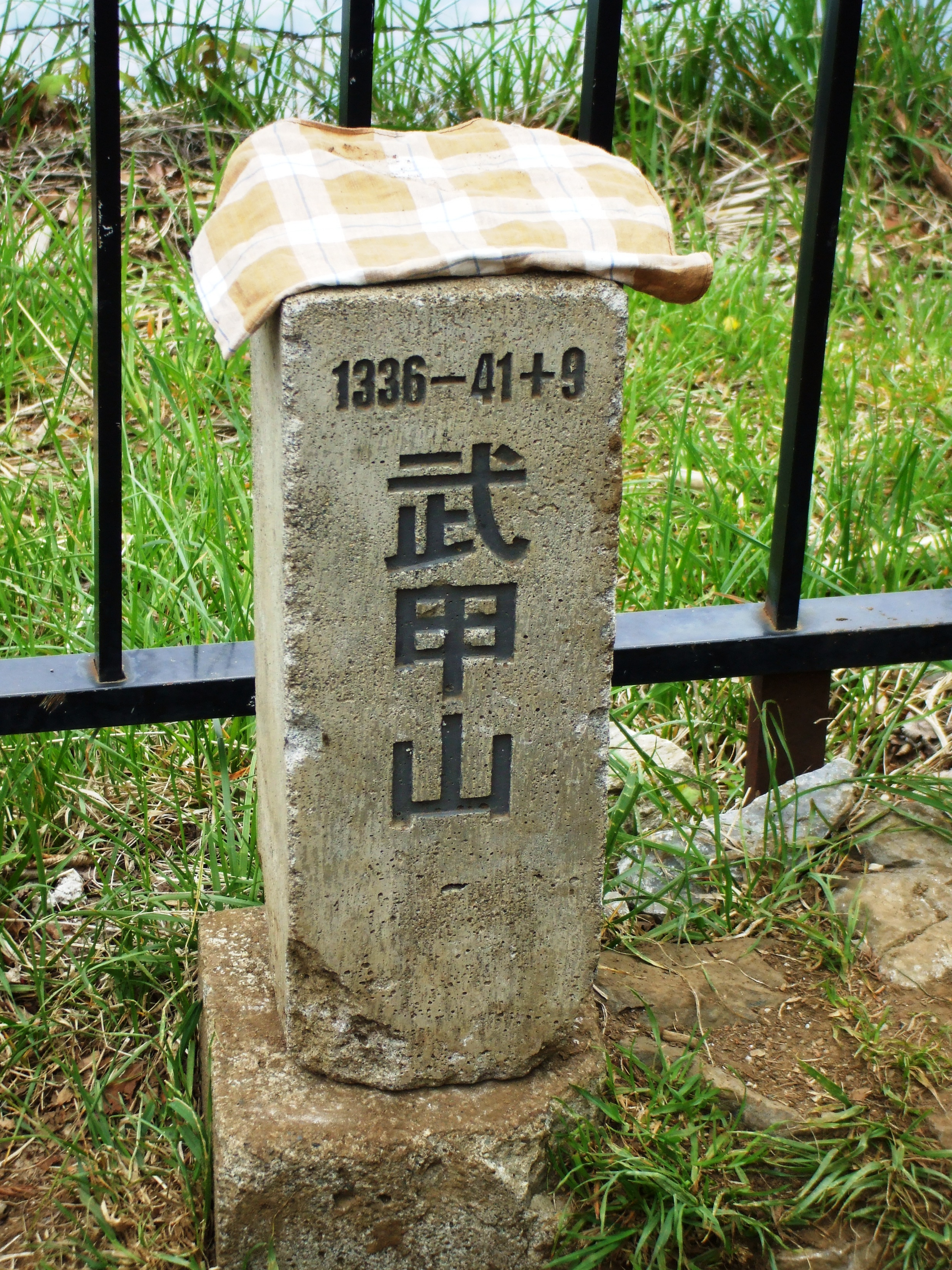
山頂標
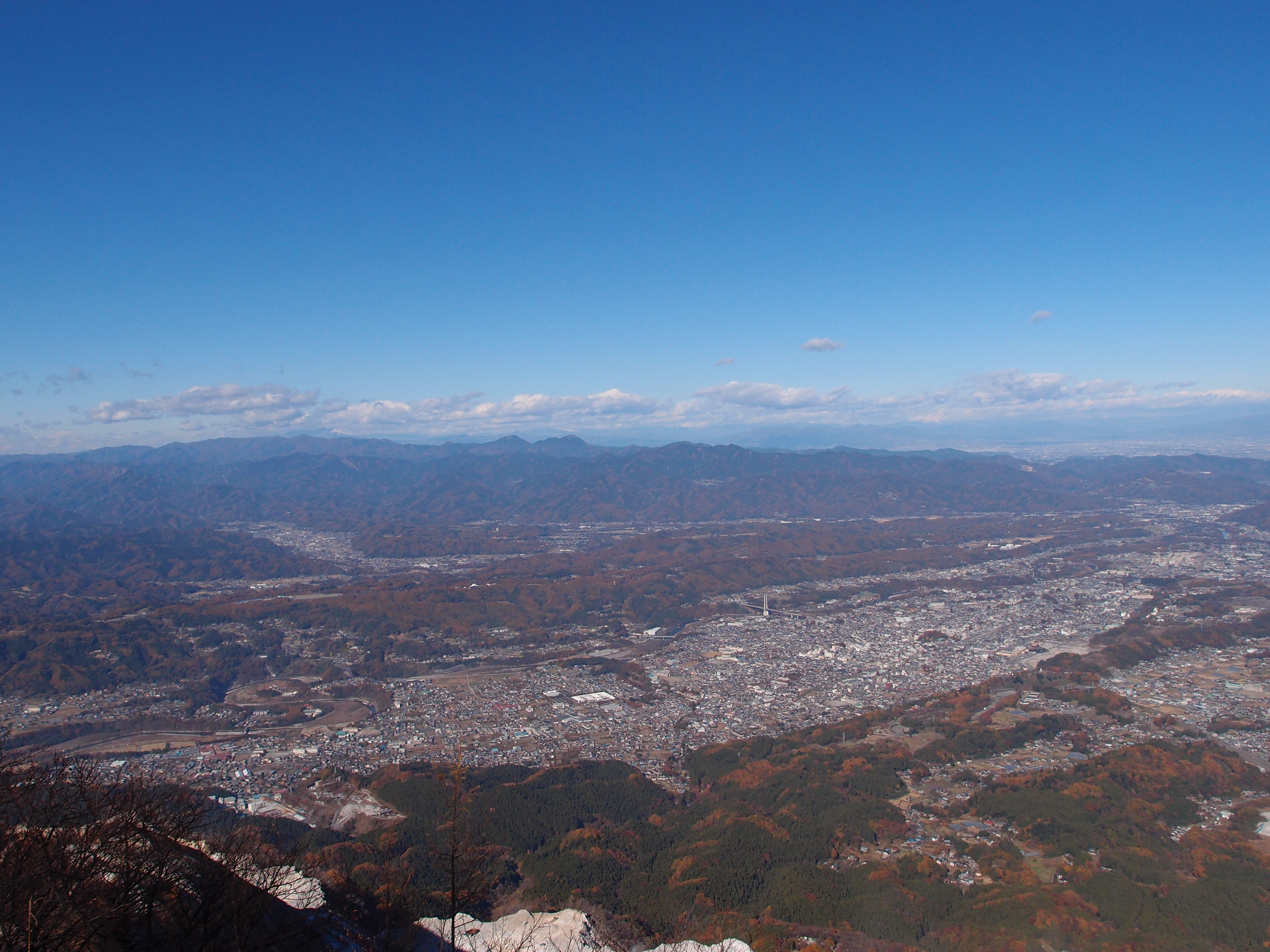
頂上より秩父盆地を望む
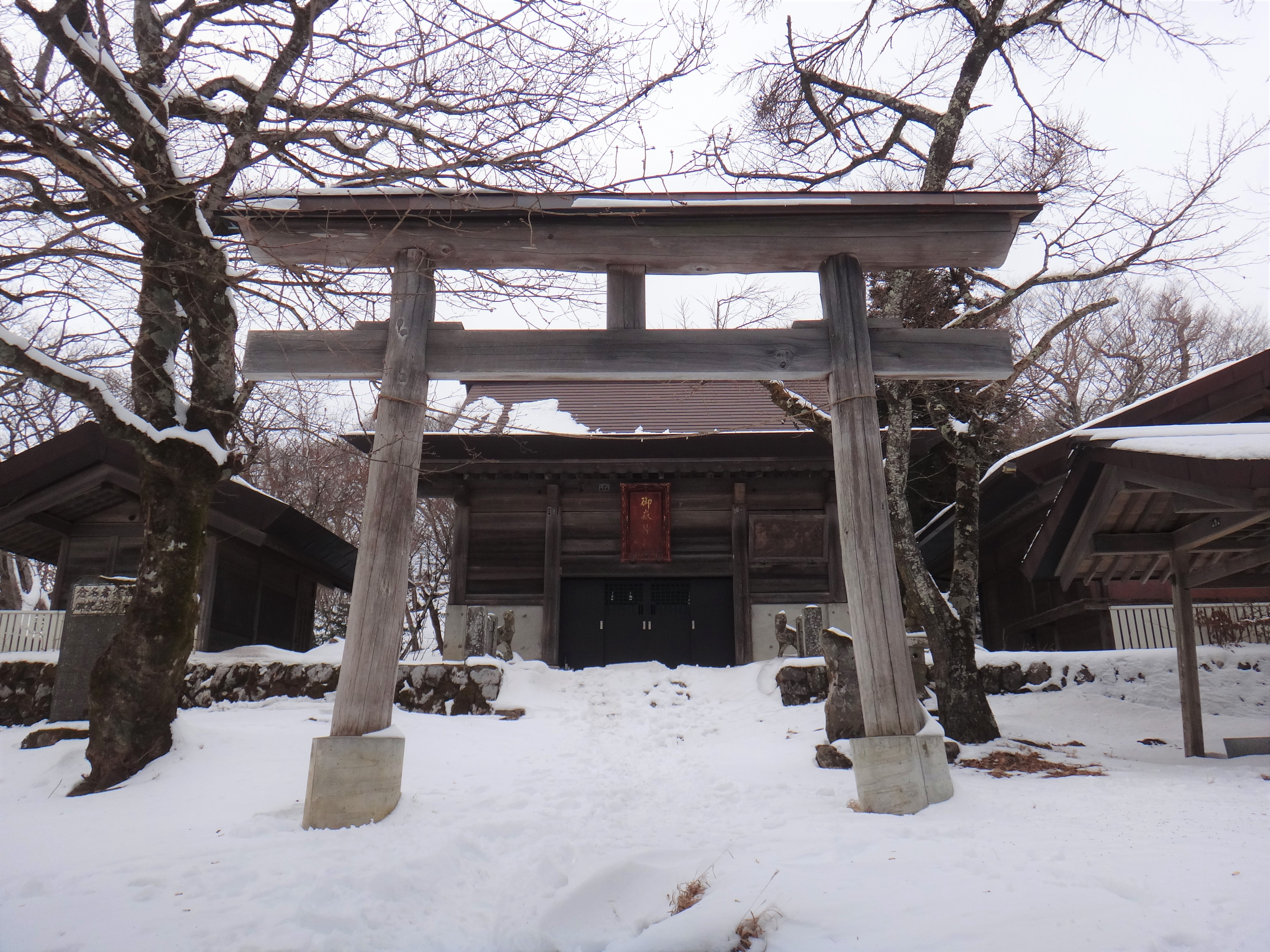
冬の御嶽神社（武甲山）
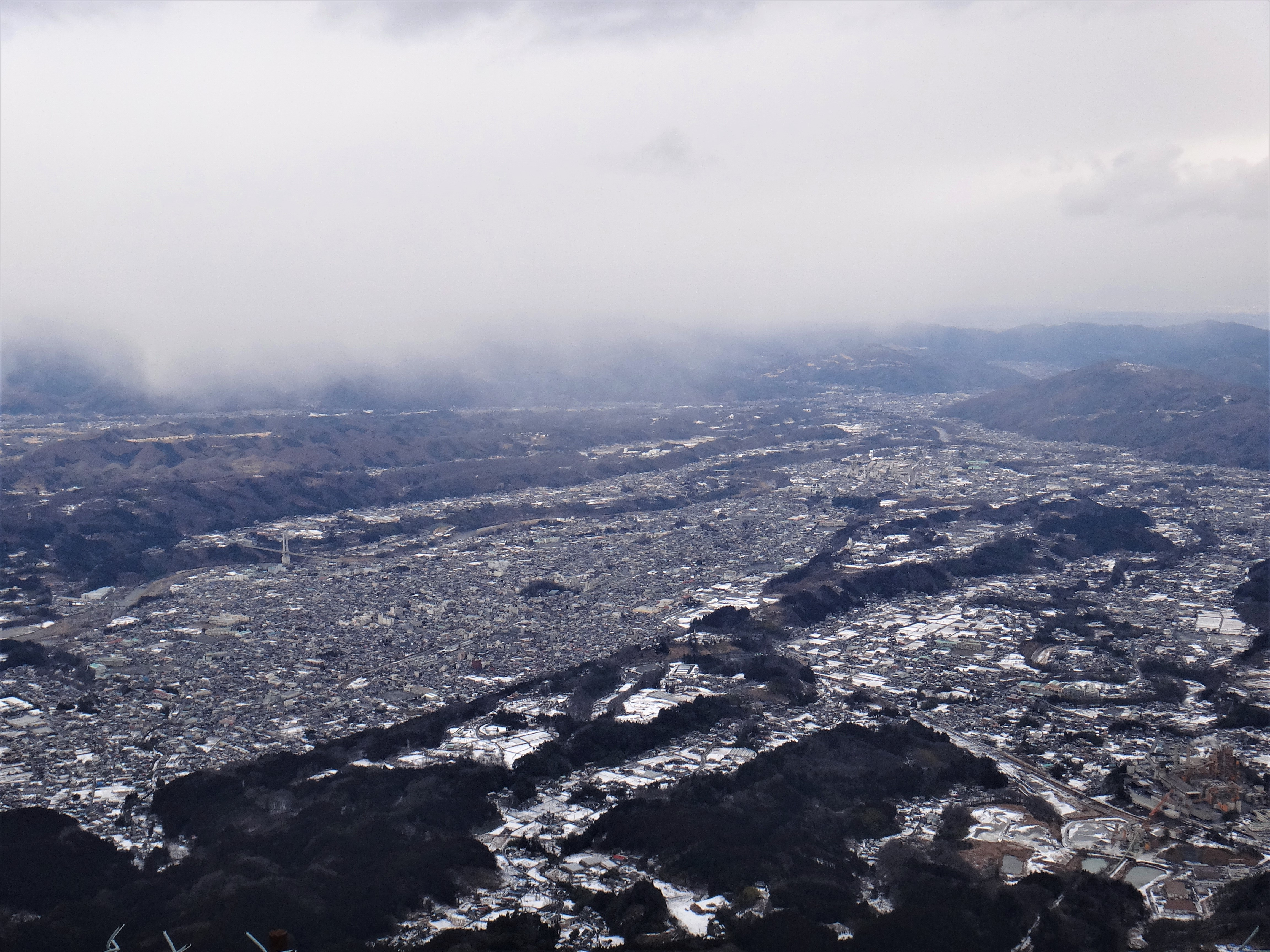
冬の武甲山から眺める秩父市内
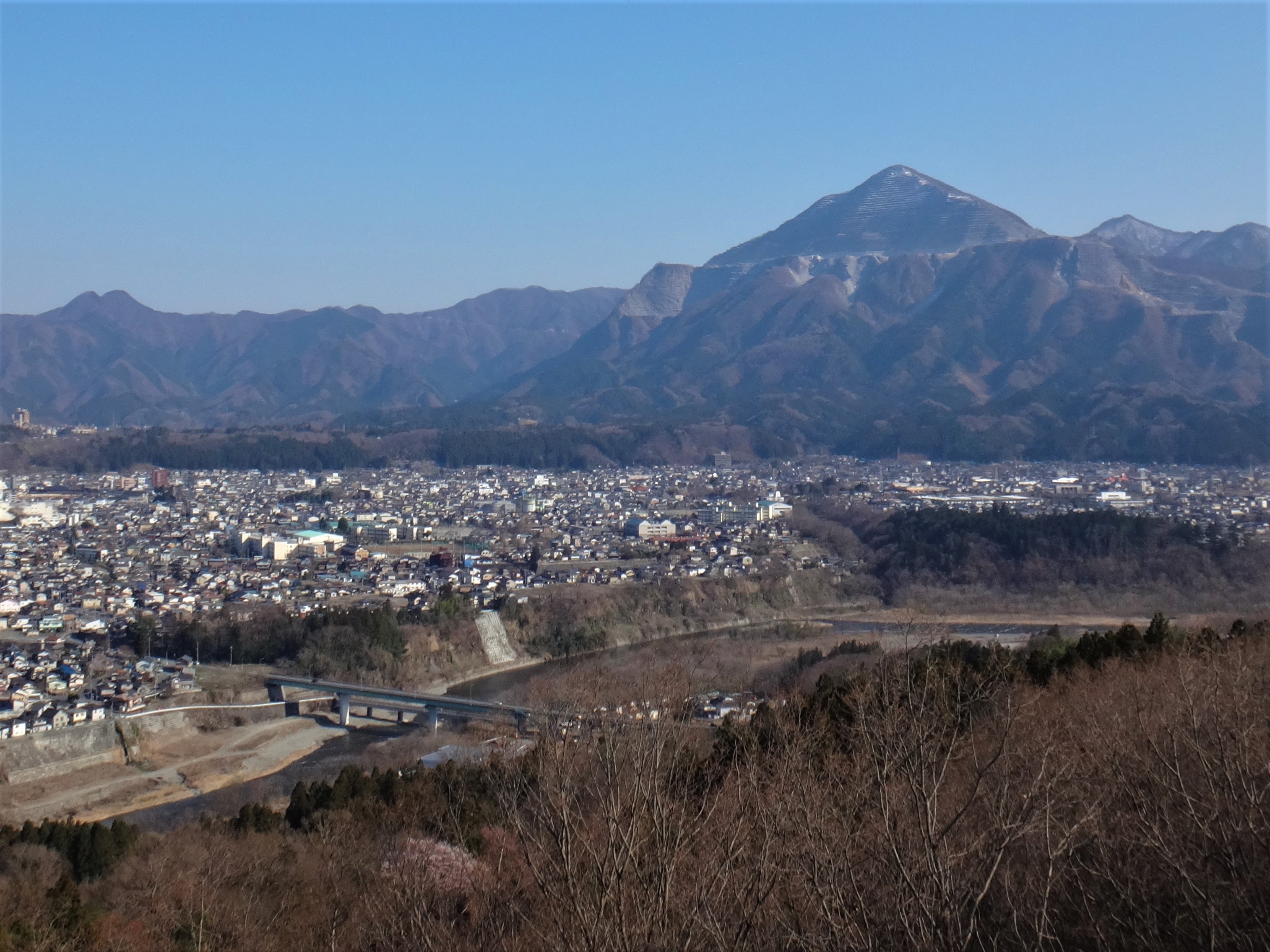
秩父ミューズパークからの武甲山
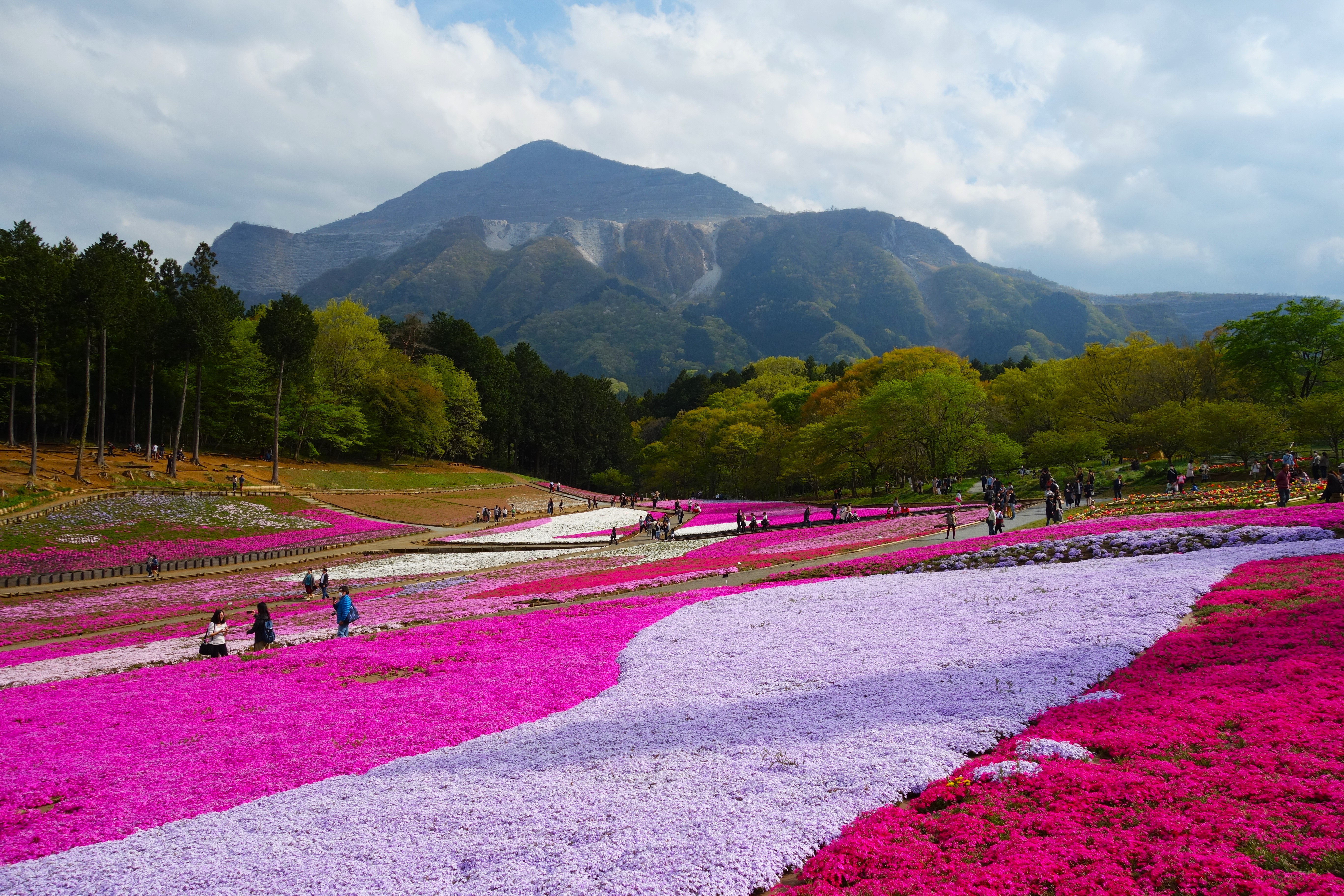
羊山公園芝桜の丘から武甲山

## 隣接する山
- 小持山（1,273m）
- 大持山（1,294m）
- 武川岳（1,052m）
- 二子山（883m）

## 補足・参考文献
1. 1 2  日本の主な山岳標高 - 国土地理院、2016年12月閲覧
2. ↑  山と渓谷編集部 「昭和東京周辺の山を振り返る」 山と渓谷 2018年11月号 p46